# Wasashatta
Wasashatta era un rei de Mitanni, fill i successor de Shattuara I. Regnava cap a l'any 1290 aC. Es va revoltar contra Assíria i va demanar l'ajut hitita però els hitites tenien pendents afers interns i no li van proporcionar cap auxili i es van limitar a rebre la quantitat que el rei oferia per l'ajuda, com fa constar Adadnirari I d'Assíria, el rei que va dirigir l'atac, en una inscripció.
Els assiris van conquerir la capital reial, establerta a Taidu, i després Washukanni, Amasakku, Kahat, Shuru, Nabula, Hurra i Shuduhu. Finalment van conquerir Irridu que a més va ser destruïda i coberta de sal; la dona, els fills i les filles del rei van ser portats a Assur junt amb el botí i altres presoners. El rei segurament es va poder escapar, ja que no és pas esmentada la seva captura a les inscripcions assíries, i els erudits pensen que es va convertir en governant d'un petit estat hurrita format amb les restes de Mitanni, anomenat Shubria (Sùbria), mentre que la part principal de Mitanni, entre el Balikh i el Khabur, va passar a Assíria com un feu sota un rei designat pel rei d'Assíria, càrrec que va correspondre a Shattuara II, potser un fill o un nebot de Wasashatta.